# Katie Findlay
Katie Findlay (ur. 28 kwietnia 1990 w Windsorze) – kanadyjska aktorka, która wystąpiła m.in. w serialach Dochodzenie, Pamiętniki Carrie, Sposób na morderstwo.

## Filmografia

### Filmy
| Rok  | Tytuł                          | Rola                    | Uwagi       |
| ---- | ------------------------------ | ----------------------- | ----------- |
| 2011 | An Instrument of Justice       | The miss                | krótkometr. |
| 2011 | Crash Site: A Family in Danger | Frances Saunders        |             |
| 2013 | After the Dark                 | Bonnie                  |             |
| 2014 | Premature                      | Gabrielle               |             |
| 2015 | The Dark Stranger              | Leah Garrison           |             |
| 2015 | Jem i Hologramy                | Mary "Stormer" Phillips |             |
| 2019 | Straight Up                    | Rory                    |             |

### Telewizja
| Rok       | Tytuł                                 | Rola             | Uwagi            |
| --------- | ------------------------------------- | ---------------- | ---------------- |
| 2010      | Tangled                               | Emily            | film TV          |
| 2010      | Fringe: Na granicy światów            | Jill Redmond     | 1 odcinek        |
| 2010      | Świry                                 | Minka            | 1 odc.           |
| 2011–2012 | Dochodzenie                           | Rosie Larsen     | 13 odc.          |
| 2011      | Szach-mat                             | Maisie MacDonald | 1 odc.           |
| 2011      | Gwiezdne wrota: Wszechświat           | Ellie            | 2 odc.           |
| 2012      | Continuum: Ocalić przyszłość          | Lily Jones       | 1 odc.           |
| 2013–2014 | Pamiętniki Carrie                     | Maggie Landers   | w gł. obsadzie   |
| 2014–2015 | Sposób na morderstwo                  | Rebecca Sutter   | 16 odc.          |
| 2015      | Karen Kingsbury’s The Bridge (Part 1) | Molly Callens    | film TV          |
| 2016      | Karen Kingsbury’s The Bridge (Part 2) | Molly Callens    | film TV          |
| 2016      | Magicy                                | Eve              | 3 odc.           |
| 2017      | Man Seeking Woman                     | Lucy             | 10 odc.          |
| 2017      | Lost Generation                       | Cooper           | 11 odc.          |
| 2019      | The Twilight Zone                     | Air Hostess      | 1 odc.           |
| 2019      | Nancy Drew                            | Lisbeth          | rola powracająca |
| 2019      | Search and Destroy                    | Autumn Simpson   | film TV          |
| 2019      | Heart of Life                         | Sydney Winter    | film TV          |
| 2019–2021 | Nancy Drew                            | Lisbeth          | rola powracająca |
| 2021      | Zoey’s Extraordinary Playlist         | Rose Williams    | 7 odc.           |
| 2021      | Psych 3: This Is Gus                  | Bryn             | film TV          |
| 2021      | Love Strikes Twice                    | Maggie Turner    | film TV          |
| 2022–2023 | Walker: Independence                  | Kate             | w gł. obsadzie   |
| 2023      | Sealed with a List                    | Carley Kincaid   | film TV          |